# Holzkirche von Budești Josani
Koordinaten: 47° 43′ 26″ N, 23° 57′ 0″ O

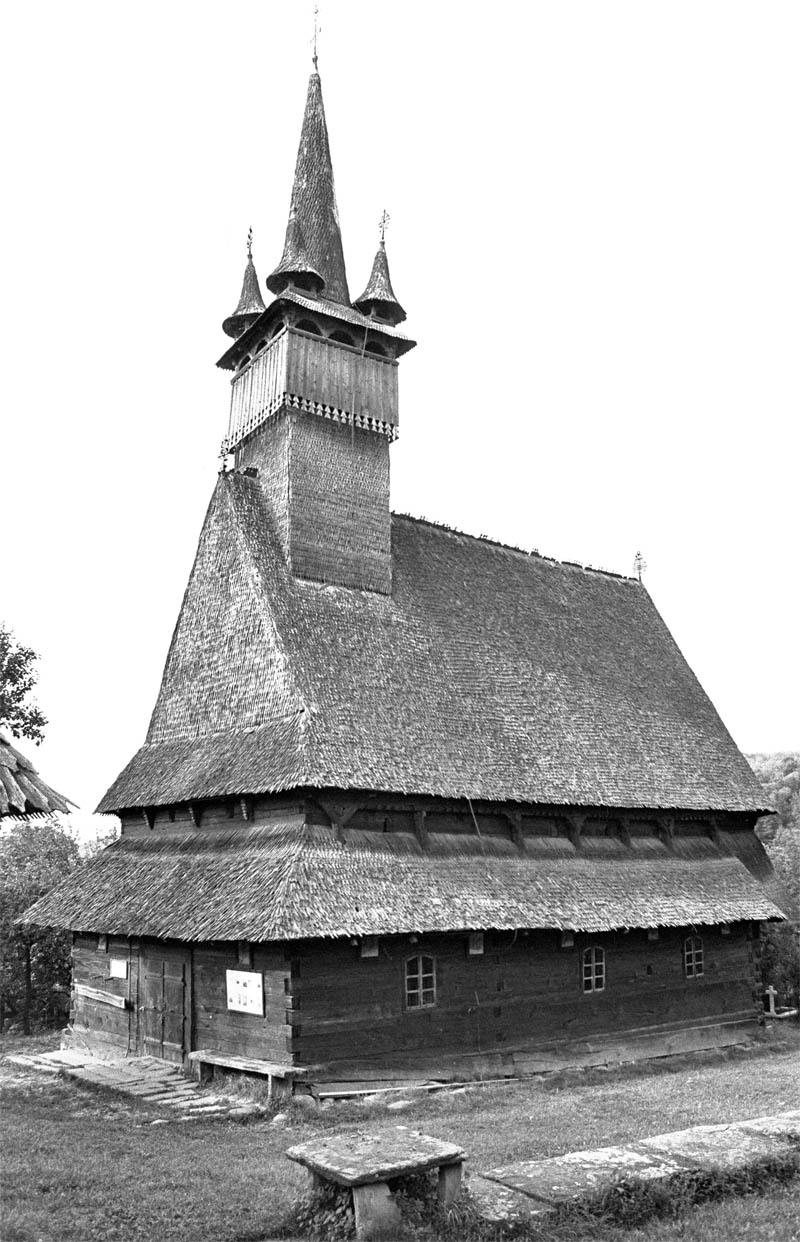
Budești Josani, die Holzkirche von 1643 (Datei: 1997)

Die Holzkirche von Budești Josani wurde 1643 im rumänischen Dorf Budești, Kreis Maramureș errichtet. Sie wurde bzw. wird als eine prächtige Einrichtung sowohl damals als auch heute angesehen. Sie hat einen rechteckigen Grundriss, mit einer abgetrennten vieleckigen Apsis. Die Wandmalereien stammen aus dem Jahre 1762. Die Kirche ist im Dezember 1999 von der UNESCO zum Welterbe erklärt worden.